# هاري سوهاريادي
هاري سوهاريادي (بالإندونيسية: Suharyadi) مواليد 14 فبراير 1965، هو لاعب كرة مضرب إندونيسي سابق. سبق أن شارك في دورة الألعاب الأولمبية الصيفية.

## روابط خارجية
- هاري سوهاريادي على موقع رابطة محترفي التنس (الإنجليزية)
- هاري سوهاريادي على موقع الاتحاد الدولي لكرة المضرب (الإنجليزية)
- هاري سوهاريادي على موقع كأس ديفيز (الإنجليزية)
- هاري سوهاريادي على موقع خلاصة التنس.كوم (الإنجليزية)
- هاري سوهاريادي على موقع أوليمبيديا (الإنجليزية)